# Лас Гермионский
Лас Гермио́нский (др.-греч. Λάσος ὁ Ἑρμιονεύς; родился предположительно в Гермионе) — лирический поэт и музыкант VI в. до н.э. 
Работал в Афинах при дворах Писистрата и Гиппарха. Согласно Геродоту, разоблачил (между 527 и 514 гг.) авантюриста Ономакрита, доказав подложность предоставленных им якобы подлинных пророчеств Мусея. Как поэт, прославился дионисийскими гимнами (дифирамбами). Участвовал в состязаниях дифирамбистов (считается, что именно он ввёл в Греции такого рода состязания). Легендарный учитель Пиндара. Согласно византийской энциклопедии Суда (lambda, 139), является «первым» в истории автором музыкально-теоретического трактата. Аристоксен в «Гармонике» упоминает о занятих Ласа музыкальной акустикой (без конкретики), Теон Смирнский (гораздо позже) причисляет его к музыкантам пифагорейского толка.
О значении Ласа Гермионского в истории литературы и музыки можно судить лишь по упоминаниям во вторичных греческих источниках, от классики до поздней Античности (например, в трактате «О музыке» Псевдо-Плутарха во II веке н.э. и в «Бракосочетании Филологии и Меркурия» Марциана Капеллы в V веке н.э.). Из оригинальных стихов Ласа сохранился лишь фрагмент гимна Деметре; труды о музыке Ласа не сохранились.